# 玉里駅

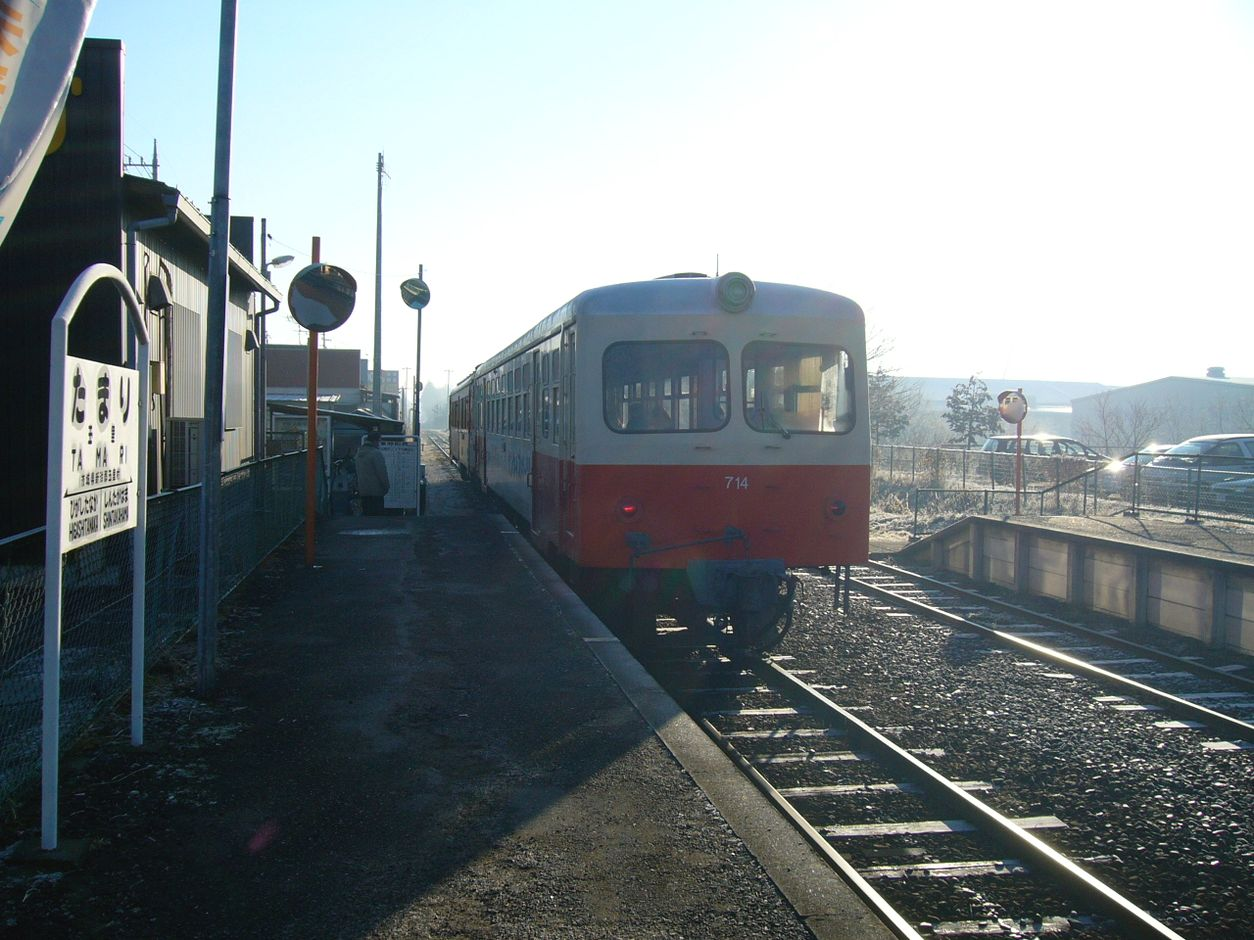
当駅を発車するキハ714（2006年1月）

玉里駅（たまりえき）は、かつて茨城県小美玉市栗又四ケにあった、鹿島鉄道鹿島鉄道線の駅である。2007年（平成19年）4月1日、鹿島鉄道線の廃線に伴い廃止となった。

## 歴史
- 1971年（昭和46年）10月1日：関東鉄道鉾田線の玉里信号所として開業。
- 1979年（昭和54年）4月1日：鉾田線が鹿島鉄道に分社化、鹿島鉄道線の駅となる[1]。
- 1988年（昭和63年）4月1日：駅に昇格、玉里駅となる[2]。
- 年月日不詳：簡易委託化。
- 2004年（平成16年）：簡易委託中止。
- 2007年（平成19年）4月1日：廃止[1]。

## 駅構造
相対式ホーム2面2線のみを有する地上駅。線路はほぼ東西に走り、ホームがその南北に設置されていた。のりばは北側からそれぞれ1番線、2番線で、1番線側が直線となる一線スルーの構造を持っていた。早朝や夜間などに、石岡駅から当駅までの区間列車が設定されていた。その場合当初はホームの入れ替えを行っていたが、末期はホームを変えずに発車していた。
無人駅で駅舎はないが、2つのホームの中ほどには、ともにログハウス風の待合所が設置されていた。よく車両交換や車掌の乗り換えが行われた。
2つのホームの新高浜方の端にそれぞれ階段があり、この階段を下りたところで2つのホームは構内踏切で結ばれていた。北側に出る出口が構内踏切から直接出ており、国道に向かって案内板が出ていた。南側に出る出口が2番線にある待合所の新高浜よりにあるがこちらには特別な表示は出ていなかった。

## 駅周辺
旧・玉里村の外れに位置していた。
駅は北を走る国道355号に接して設けられており、付近にはコンビニエンスストアなどがある。なお、駅前にクリーニング店「Mix Mini」があり、2004年（平成16年）までは乗車券をここで買うことができた。現在、付近には「栗又四ヶ」バス停も設置されている。

## 隣の駅
鹿島鉄道
■鹿島鉄道線
東田中駅 - 玉里駅 - 新高浜駅